# Bobaflex
Bobaflex es una banda de nu metal de Point Pleasant (Virginia Occidental), formada en el año 1998.
Una curiosidad sobre la banda es que posee dos cantantes principales, los hermanos Shaun y Marty McCoy, que ocupan los puestos de guitarra y voz principal, dependiendo de la canción.

## Historia
Bobaflex fue establecido en 1998 por los McCoys. La idea de Bobaflex sucedió en 1997, cuando Shaun, Lutz y Drebbit se conocieron en la Universidad Marshall en Huntington, Virginia Occidental.
Shaun dijo en una entrevista que el nombre de la banda fue inspirado por el cazarrecompensas Boba Fett de Star Wars.
Actualmente, la banda ha publicado cuatro LPs y un EP, y además grabaron un CD/DVD del Gigantour 2005.

## Discográficas
El 10 de marzo de 2001, Bobaflex firmó con Eclipse y volvió a entrar en el estudio para grabar.
El 28 de julio, Eclipse lanzó oficialmente a la banda a TVT Records.
En 2009 TVT se declaró en quiebra. Bobaflex obtuvo todos los derechos de sus canciones y comenzaron un nuevo sello discográfico.
En 2011, Bobaflex anunció que "Hell in My Heart" a través de BFX Records/Megaforce.

## Personal

### Miembros
- Shaun McCoy (voz, guitarra)
- Marty McCoy (voz, guitarra)
- David Tipple (guitarra, coros)
- Tommy Johnson (batería)
- Jymmy Tolland (bajo)

### Antiguos miembros
- Jerod Mankin (bajo, coros)
- John Hoskins (guitarra, coros)
- Chris Grogan (guitarra, coros)
- Lutz (voz)
- Mike Steele (guitarra, coros)
- Drebbit (voz)
- Ronnie Casto (batería)

## Discografía

### Álbumes de estudio
- Bobaflex (1999)
- Primitive Epic (2003)
- Apologize For Nothing (2005)
- Tales From Dirt Town (2007)
- Chemical Valley EP (2010)
- Hell in My Heart (2011)
- Charlatan's web (2013)
- Anything that moves (2015)
- Eloquent Demons (2017)

### Singles
- Tears Drip (2003)
- Better Than Me (2006)
- Home (2007)
- Bury Me With My Guns On (2010)
- Chemical Valley (2011)

### En vivo
- Gigantour (2005)